# 賈克忠
贾克忠（？—？），字良辅，號啓我，陕西西安府邠州淳化县人，軍籍，明朝政治人物。

## 生平
万历三十一年（1603年）癸卯科陕西乡试举人，三十二年（1604年）甲辰科进士。礼部觀政，本年授黟县知县，三十六年正月调休宁县知县，三十八年拾遗调简，三十九年補漷县，四十一年升刑部主事，四十三年四川恤刑，四十五年升员外郎、郎中，四十六年升庐州府知府，天启元年七月升山西副使，三年加升参政，五年正月舉卓异，賜宴礼部，升山西按察使，寻丁憂歸。崇祯元年復補山西按察使，二年升山西右布政使、兵备蓟州。